# Бушериц
Бу́шериц или Бо́шерицы (нем. Buscheritz; в.-луж. Bóšericy) — деревня в Верхней Лужице, Германия. Входит в состав коммуны Гёда района Баутцен в земле Саксония. Подчиняется административному округу Дрезден.

## География
Соседние деревни: на севере — деревня Янецы, на востоке — деревня Дебрикецы, на юге — административный центр коммуны Гёда и на западе — деревня Дарин.

## История
Впервые упоминается в 1377 году под наименованием Byscheritz.
В настоящее время деревня входит в состав культурно-территориальной автономии «Лужицкая поселенческая область», на территории которой действуют законодательные акты земель Саксонии и Бранденбурга, содействующие сохранению лужицких языков и культуры лужичан.
Исторические немецкие наименования:
- Byscheritz, 1377
- Bysserwitz, 1492
- Beyschzeritz, 1503
- Weytzscheritz, Weischeritz, 1509
- Beischeritz, 1559
- Bischeritz, 1617
- Buscheritz, 1791

## Население
Официальным языком в населённом пункте, помимо немецкого, является также верхнелужицкий язык.
Согласно статистическому сочинению «Dodawki k statisticy a etnografiji łužickich Serbow» Арношта Муки в 1884 году проживало 36 человек (из них — 33 серболужичанина (92 %)).
| 1871 | 1890 | 2016 |
| ---- | ---- | ---- |
| 35   | 31   | 17   |